# Intrusive Spur
Intrusive Spur (englisch für Intrusivsporn) ist ein Bergrücken im westantarktischen Ellsworthland. Er ragt 1,5 km westlich des Avalanche Ridge an der Nordflanke der Jones Mountains auf.
Teilnehmer einer von der Expedition der University of Minnesota zu den Jones Mountains von 1960 bis 1961 nahmen die Benennung vor. Namensgebend ist Intrusivgestein des Grundgebirges, das hier zutage tritt.